# Fernande Gontier
 (janvier 2014).
Si vous disposez d'ouvrages ou d'articles de référence ou si vous connaissez des sites web de qualité traitant du thème abordé ici, merci de compléter l'article en donnant les références utiles à sa vérifiabilité et en les liant à la section « Notes et références ».
Pour les articles homonymes, voir Gontier.
Fernande Gontier, née à Châteaurenard dans les Bouches-du-Rhône, est un écrivain français. Plus qu'historienne, elle est biographe.

## Biographie
Ayant grandi à Robion, un village du Luberon comptant alors moins de 900 habitants, à 8 ans Fernande Gontier est pensionnaire à l'Institut Sancta Maria à Villeneuve-lès-Avignon. À la recherche d'une direction, Fernande Gontier séjourne en Angleterre puis à Madrid avant de faire des études universitaires à l'Université d'Aix-Marseille section Lettres Modernes et un DES à Nice où elle enseigne 2 ans au Lycée Catherine Ségurane.
Fernande Gontier part aux États-Unis comme « Fulbright exchange Fellow ». Puis elle travaille à USIS/Paris en tant que « junior editor » d'une publication bimensuelle : Informations et documents avant de retourner à Charlottesville pour passer un Doctorat ès Lettres. Elle enseigne à Charlottesville, Rochester NY, Saint Louis.
Elle est nommée tour à tour : Harvard Faculty Mellon Fellowship in the Humanities, Gilbert Chinard Fellow, visiting Research Associate at Radcliffe-Harvard.
Après dix ans, Fernande Gontier quitte l'enseignement, elle dirige une collection chez Klincksieck : Nos contemporaines, crée une maison d'édition River Press et publie, soit en collaboration avec Claude Francis, soit seule, des biographies, essais, romans historiques.